# X Herculis
X Herculis (X Her / HD 144205) es una estrella variable en la constelación de Hércules que se encuentra a 449 años luz del sistema solar. No debe ser confundida con Ji Herculis (χ Herculis), situada, al igual que X Herculis, en la región noroeste de la constelación. 
X Herculis es una fría gigante roja de tipo espectral M7 o M8 con una temperatura de 3300 K. Es una gigante roja extrema en las etapas finales de su vida; con un núcleo inerte de carbono y oxígeno, está preparándose para desprenderse de sus capas externas, transformándose en última instancia en una enana blanca.
Su radio, calculado a partir de la medida directa de su diámetro angular, es 180 veces más grande que el radio solar y equivale a 0,84 UA. 
Incluyendo la energía emitida como radiación infrarroja, tiene una luminosidad 680 veces mayor que la del Sol.
Su temperatura, mayor de lo que cabría esperar para una gigante de tipo M7, así como su luminosidad excepcionalmente baja, parecen estar relacionadas con la existencia de una estructura en forma de disco que rodea la estrella, detectada en radiofrecuencias. Este disco se ha originado por la pérdida de masa propiciada por el viento estelar.
X Herculis es una variable pulsante semirregular cuyo brillo varía entre magnitud 6 y 7 en un período de 95 días; superpuesto a éste, existe un período secundario de dos años de duración.